# Charlie Aldridge
Charlie Aldridge, né le 3 avril 2001 à Perth, est un coureur cycliste britannique d'origine écossaise.
Spécialiste de VTT cross-country, il est champion du monde junior 2019 et champion du monde espoir 2023. En 2022, il devient champion d'Europe de cross-country short-track.

## Biographie
Aldridge est né à Perth, en Écosse et vit à Crieff. Il étudie le génie mécanique à l'Université d'Édimbourg. 
En 2019, lors des mondiaux de VTT au Mont-Sainte-Anne, au Canada, il devient  champion du monde de cross-country juniors (17/18 ans) et termine sixième du relais mixte. 
En mai 2022, il est champion de Grande-Bretagne de cross-country espoirs (moins de 23 ans) et champion de Grande-Bretagne de cross-country short-track. Il est sacré sur le même parcours utilisé pour les Jeux du Commonwealth de 2022 où Aldridge est sélectionné pour concourir pour l'Écosse. Cette performance lui donne la confiance nécessaire pour envisager une médaille aux Jeux du Commonwealth. Cependant, aux Jeux, alors qu'il est à la lutte pour la médaille de bronze dans l'avant-dernier tour, il subit un problème mécanique à la suite d'une chute et se classe finalement seizième . En juin, il devient champion d'Europe de cross-country short-track et vice-champion d'Europe de cross-country espoirs. En juillet, il termine troisième de la manche de Coupe du monde de cross-country espoirs à Lenzerheide. 
Durant l'été 2023, il est médaillé de bronze du championnat d'Europe de cross-country espoirs, puis est sacré champion du monde de cross-country espoirs à domicile, à Glasgow.

## Palmarès en VTT

### Jeux olympiques
- Paris 2024
  - 8e du cross-country

### Championnats du monde
- Mont Sainte-Anne 2019
  -  Champion du monde de cross-country juniors
- Glasgow 2023
  -  Champion du monde de cross-country espoirs
- Pal Arinsal 2024
  -  Médaillé d'argent du cross-country short track
  - 4e du cross-country

### Coupe du monde
- Coupe du monde de cross-country espoirs
  - 2021 : 14e du classement général
  - 2022 : 14e du classement général

- Coupe du monde de cross-country élites
  - 2023 : 21e du classement général
  - 2024 : 15e du classement général

- Coupe du monde de cross-country short track
  - 2023 : 15e du classement général
  - 2024 : 14e du classement général

### Championnats d'Europe
- Anadia 2022
  -  Champion d'Europe de cross-country short-track
  -  Médaillé d'argent du cross-country espoirs
- Anadia 2023
  -  Médaillé de bronze du cross-country espoirs
- Melgaço 2025
  -  Médaillé d'argent du cross-country

### Championnats de Grande-Bretagne
- 2018
  - 2e du cross-country juniors
- 2021
  - 2e du cross-country espoirs
- 2022
  -  Champion de Grande-Bretagne de cross-country espoirs
  -  Champion de Grande-Bretagne de cross-country short-track
- 2023
  -  Champion de Grande-Bretagne de cross-country

## Palmarès sur route
- 2024
  - 3e étape du Tour du Cap